# 盐水鸭
盐水鸭属京苏菜，是中国南京特产的一种传统卤菜鸭馔，是一种低温肉制品。盐水鸭口味清淡而略带咸味，肥而不腻、鲜嫩味美。盐水鸭一年四季都可以制作，以农历八月间桂花盛开时制作的为上，因为传说这一季节的盐水鸭肉中有桂花香味，因此又名“桂花鸭”。盐水鸭的传统加工工艺是江苏省非物质文化遗产推荐项目。盐水鸭也在重庆等地流行。

## 历史文化

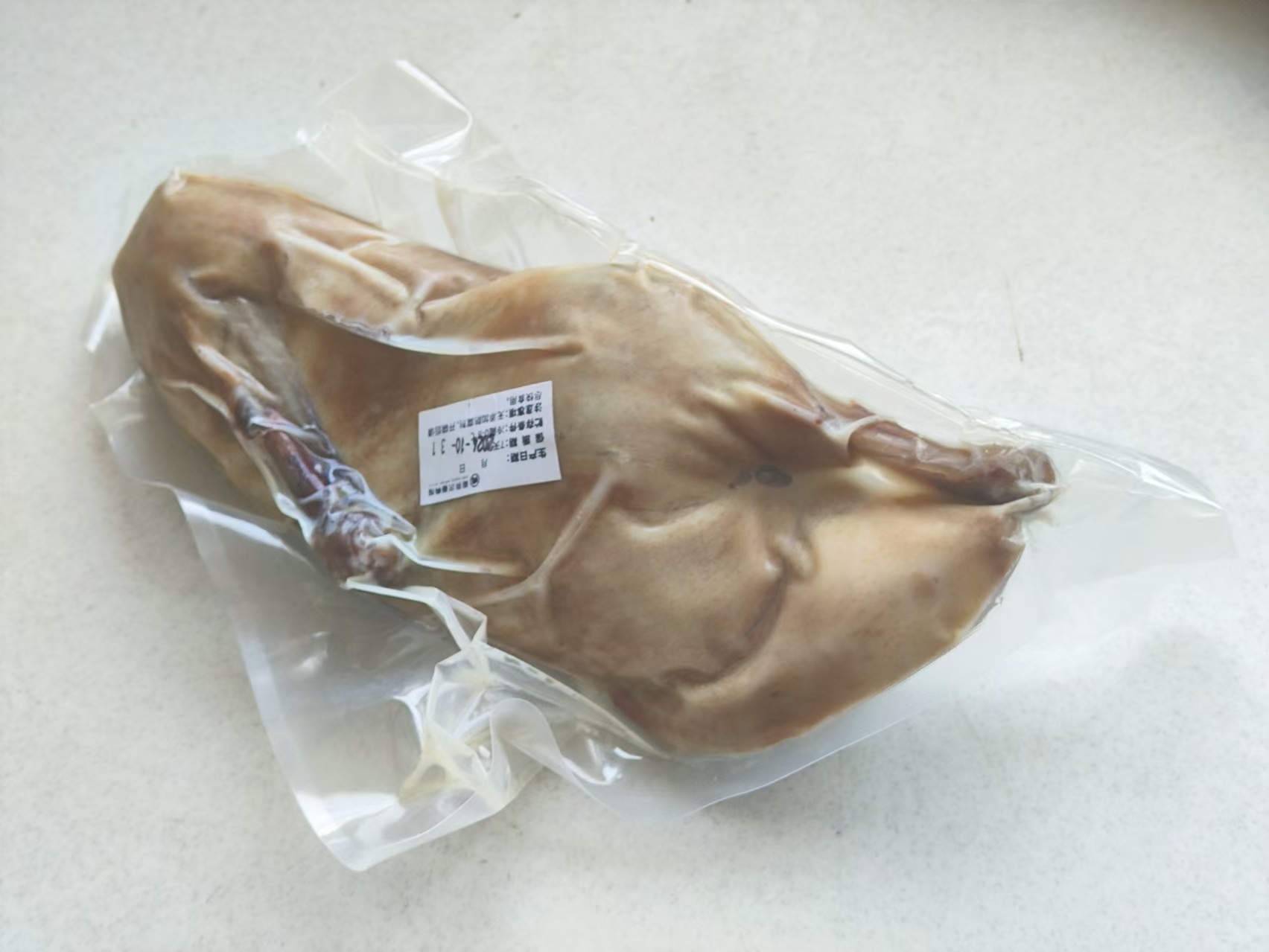
商品化的盐水鸭

在南京，有记载的食鸭的历史已经有一千多年。据文字记载，盐水鸭在清朝末年已流行南京城，逐渐成为南京一道名菜。
抗战时期，首都南京的很多老字号沿江内迁，陪都重庆开始出现大量江南小吃，盐水鸭亦开始在重庆风靡。直到现代，重庆名小吃中就有三个品牌的盐水鸭上榜。

## 制作工艺
鹽水鴨的加工工藝可以用口訣概括為：「熱鹽擦、清鹵複、烘得乾、焐得足」。即，在完成對原料鴨的處理之後，先用炒鹽乾醃，再用鹵水濕醃，之後將鴨子掛起晾乾或者烘乾表皮水分，最後放入鹵水中煮熟。

### 原料
- 高邮一带出产的湖鸭一只，宰杀后去脚爪、翅尖，在右翅窝下开一口，除去内脏、食管、气管
- 精盐、花椒、八角适量。

### 干腌
干腌，即口诀中的“热盐擦”，包括炒盐和擦盐两道工序。
- 炒盐：取鸭子重量6—6.25%的精盐，在锅中炒至微热，加入八角、花椒，再炒至盐色微黄、香味较浓时为止。
- 擦盐：炒盐冷却以后，取1/2（一说3/4）从鸭翅下方的开口放进内腔，将鸭子前后左右翻动多次，再用手指插入鸭子肛门提起，使盐和鸭子内腔充分均匀接触。剩下的炒盐，用手均匀擦遍鸭子外部全身，刀口、鸭头都要擦到，大腿和胸部要多擦几遍，保证腌透。擦盐之后，将鸭子在阴凉处（12摄氏度以下）腌制3—4小时。

### 湿腌
湿腌又称复卤，即口诀中的“清卤复”，包括制卤和腌制两道工序。
- 制卤：卤水对于盐水鸭的特殊香气有着重要的作用。将浸泡生鸭的血水或者腌鸭的血卤加盐、水，制成过饱和盐水，煮沸撇去浮沫后熬煮1小时，过滤得到清卤。趁热在清卤内按放入1/100卤水重量的八角（也可在熬制卤水时放入，也有另加花椒、桂皮、茴香等香料的）、1/400卤水重量的葱、1/800卤水重量的姜和适量黄酒。等待卤水冷却。卤水可以反复使用，越老的卤水腌制出的盐水鸭风味就越清醇。卤水要保存在18摄氏度以下，每次使用之后都要煮沸，每使用2—4次就要重新调制、熬煮，使卤水饱和度保持在12Be以上。
- 腌制：将干腌后的鸭体投入冷却的卤水中，腹腔内要灌满卤水，水面至少淹没鸭体2厘米以上。在春秋季18摄氏度左右的常温下腌制3—4小时，夏季高温时腌制2小时，冬季低温时腌制7小时。腌制后要沥干盐卤。

### 烘胚
烘胚，即口诀中的“烘得干”，目的是将在卤水中腌制过的鸭子的表皮烘干，制成鸭胚。一般将鸭子从卤水中取出后，放入55摄氏度左右的烘房，等表皮干爽、不粘手、鸭子外表没有变色时即可取出。在烘房干燥、通风良好的条件下，一般需45分钟。有时，鸭子从卤水中取出后，还要先放入沸水烫5—10分钟，使鸭子的表皮紧绷。还有的工序以冷藏晾干（4摄氏度冷库中悬挂12小时）代替烘干，据研究，烘干制胚的盐水鸭在多汁性、香味和滋味等多方面综合占优，冷藏晾干制胚的盐水鸭则有更好的色泽。

### 煮制
煮制，即口诀中的“焐得足”。在锅中加入适量水，以可以淹没鸭子为准，放入生姜、葱，还可加料酒、花椒、八角等辛香料,。煮沸后停止加热或停止升温，放入鸭胚，将鸭胚提起后再次放入，让开水第二次进入鸭胚内部，使鸭体内外均匀受热，然后把鸭体压在水面以下用小火焖煮，在这一过程中务必使水温保持在85~95摄氏度，绝对不能使水沸腾，也不能加盖。焖煮约50~55分钟，中间可提放鸭子一两次倒汤，使其内外均匀受热，当鸭子大腿深处断红时即可出锅冷却晾干。盐水鸭冷透以后切成小块，取适量煮鸭的卤汁, 加少许食盐调味后，洒在鸭肉上即可食用。

## 特点
所用原料鸭不能过大、过肥，制成后皮白肉嫩、肥而不腻、肉色微红、清香扑鼻。一般以中秋前后制成的为佳，称桂花鸭。民国文人张通之在所著白门食谱中解释其名：“金陵八月时期，盐水鸭最著名，人人以为肉内有桂花香也”。
许多人常常将盐水鸭和板鸭混淆，其实这是一个误解。盐水鸭腌制时间不长，不易长期保存，需要现做现吃。而板鸭则腌制时间长的多，又是生制，故可以长期保存，所以在真空包装技术出现之前，南京之外的旅客多购板鸭，作为土特产带回家。故板鸭之名远扬，而盐水鸭之名不显。